# Лапушка
Лапушка — деревня в Пошехонском районе Ярославской области России. 
Деревня входит в состав Кременевского сельского поселения.

## География
Поселение находится в северной части области, в подзоне южной тайги, на правом берегу реки Ухры, к западу от автомобильной дороги 78К-0004, на расстоянии примерно 16 километров (по прямой) к юго-западу от города Пошехонье, административного центра района. Абсолютная высота — 104 метра над уровнем моря.

### Климат
Климат характеризуется как умеренно континентальный, с продолжительной холодной зимой и коротким умеренно тёплым летом. Среднегодовая температура воздуха — 2,9 — 3,5 °C. Годовое количество атмосферных осадков — 500—750 мм, из которых большая часть выпадает в тёплый период. Преобладающее направление ветра юго-западное.

## История
В 1773 году местный помещик князь С. И. Ухтомский на Никольском погосте близ деревни Лапушка выстроил каменную церковь. Престолов в ней было три: Святой Троицы Живоначальной, Святителя и Чудотворца Николая, Святого Апостола Иоанна Богослова. 
В конце XIX — начале XX века деревня входила в состав Панфиловской волости Пошехонского уезда Ярославской губернии.
С 1929 года деревня входила в состав Крестцовского сельсовета Пошехонского района, с 1954 года — в составе Погорельского сельсовета, с 2005 года — в составе Кременевского сельского поселения.

## Население
| 1859 | 1914 | 2002 | 2007 | 2010 |
| ---- | ---- | ---- | ---- | ---- |
| 78   | ↗82  | ↘6   | ↗7   | ↘4   |

### Национальный состав
Согласно результатам переписи 2002 года, в национальной структуре населения русские составляли 100 % из 6 чел.

## Достопримечательности
На бывшем Никольском погосте, вошедшим в состав деревни, расположена недействующая Церковь Троицы Живоначальной (1773).

## Инфраструктура
Дом отдыха «Вилла Лапушка».

## Общественный транспорт
Лапушка обслуживается пригородным автобусным маршрутом № 106 Пошехонье — Кардинское, междугородними маршрутами №№ 505 Рыбинск — Пошехонье, 506 Ярославль — Пошехонье, 5390 Рыбинск — Череповец, 6794 Иваново — Череповец.

## Улицы
Прибрежная, Вощиковская, Липовая.